# Richard Hauffe
Richard Hauffe (* 2. Dezember 1878 in Wien; † 15. Februar 1933 ebenda) war ein österreichischer Fotograf. Er wurde vor allem für sein Bild der Menschenmenge vor dem Wiener Parlamentsgebäude am 12. November 1918, dem Tag der Ausrufung der Republik Deutschösterreich, bekannt.

## Leben

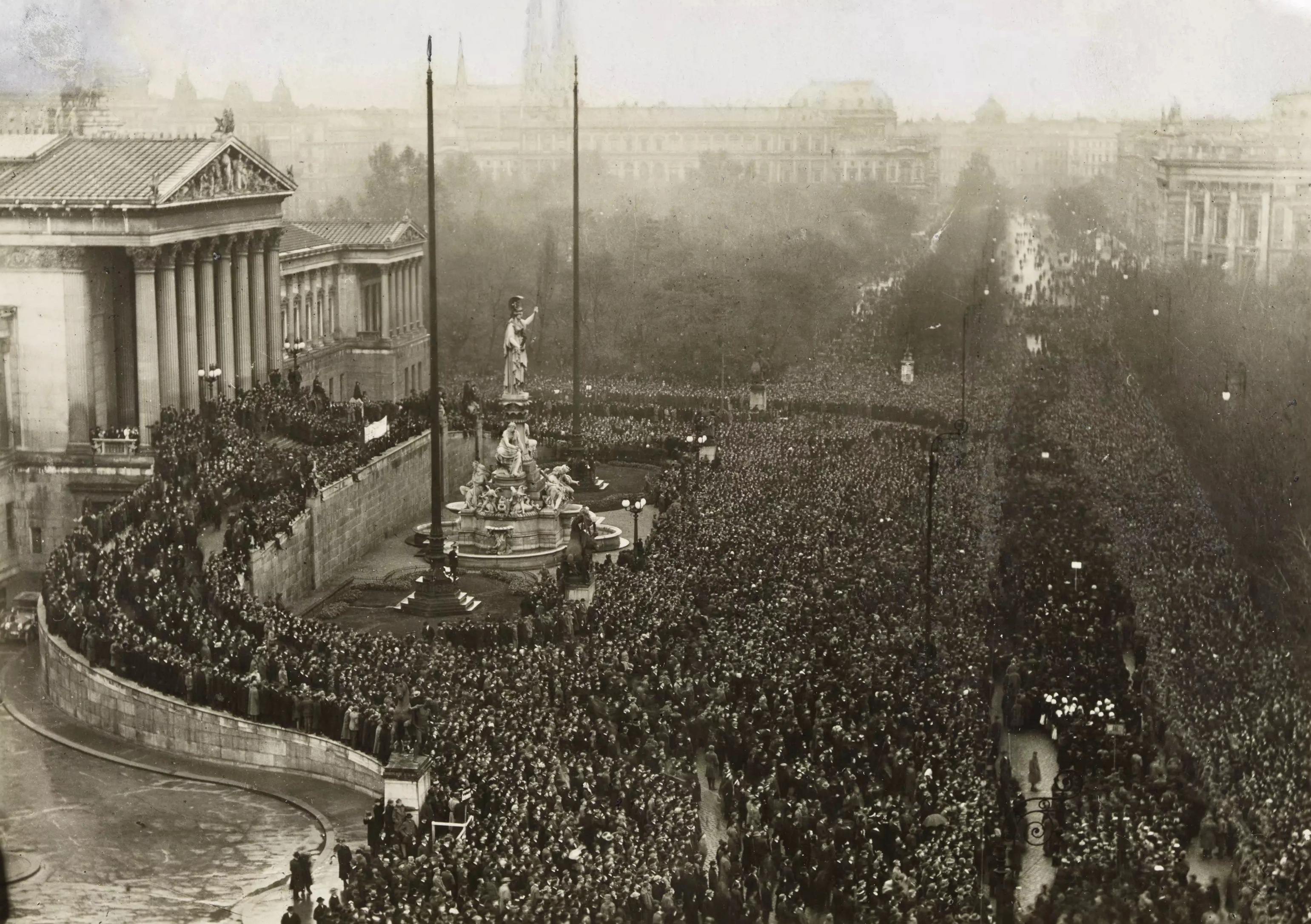
Hauffes bekannte Aufnahme von der Ausrufung der Republik Deutschösterreich am 12. November 1918

Hauffe wurde als Sohn eines Drechslermeisters in Wien geboren. Er erlernte zwar den Beruf des Buchdruckers, war aber schon in jungen Jahren von der Fotografie fasziniert. Für die Fotoagentur R. Lechner (Wilhelm Müller) fertigte er ab Mitte der 1890er Jahre zahlreiche Reportageaufnahmen, etwa von Kaiser Franz Joseph I., an.
Hauffe heiratete 1902 die Federnschmückerin Maria Kornher aus Mähren, die in Wien ein Atelier mit mehreren Angestellten betrieb. Die 1903 geborene Tochter Josefa starb als Kleinkind; Sohn Karl wurde 1905 geboren.
Mit dem Tag der Ausrufung der Republik begann Hauffe selbständig und unter eigenem Namen zu veröffentlichen. Seine vom Palais Epstein aus fotografierte Aufnahme der Menschenmenge am 12. November 1918 vor dem Parlament wurde zur Ikone der Republiksausrufung in Österreich und seitdem in zahlreichen historischen Publikationen und Schulbüchern abgedruckt.
Hauffe gilt als einer der wichtigsten fotografischen Dokumentatoren des Umbruchs rund um das Ende des Ersten Weltkriegs und der K.u.k.-Monarchie in Wien. Er war offenbar auch der einzige Fotograf, der Zugang zur ersten Regierung von Karl Renner bekam. In den 1920er Jahren veröffentlichte er auch Bilder aus dem Kultur- und Sportbereich, etwa von Boxkämpfen.
Der passionierte Radfahrer holte sich bei einem Radausflug eine schwere Herzbeutelentzündung, die ihn bettlägerig machte. Er meldete 1929 das Fotografengewerbe ab und starb 1933 im Alter von 55 Jahren.

## Nachleben
Hauffes Rolle in der fotografischen Dokumentation der Jahre 1918/19 geriet nach seinem Tod zunächst in Vergessenheit. Erst durch die von Anton Holzer kuratierte Ausstellung Die erkämpfte Republik 2018/19 im Wien Museum wurde er wieder einer größeren Öffentlichkeit bekannt.